# Melspitze
Die Melspitze ist ein 2641 m ü. A. hoher Berggipfel der Lasörlinggruppe an der Grenze zwischen den Gemeinden Virgen und St. Veit in Defereggen (Tirol), (Österreich). Ihren Namen erhielt die Melspitze vom slawischen „melu“ (Sand, mergliger Boden).

## Lage
Die Melspitze befindet sich im Nordwesten des Bezirks Lienz an der Grenze zwischen den Gemeinden Virgen im Norden und St. Veit im Süden. Nordwestlich der Melspitze liegt der Griften (auch Zupalkogel oder Leger am Zeiger) mit 2720 m ü. A., östlich der Südwestgipfel der Deferegger Höhe (2597 m ü. A.). Vom Griften wird die Melspitze durch den Legersattel (2630 m ü. A.) getrennt, vom Südwestgipfel der Deferegger Höhe durch den Melsattel (2571 m ü. A.).

## Anstiegsmöglichkeiten
Der Normalweg auf die Melspitze führt aus dem Deferegger Tal von der zu St. Veit gehörenden Ortschaft Mellitz (1386 m ü. A.) über die Mellitzalm (1956 m ü. A.) in den Legersattel und von dort in nur wenigen Minuten entlang des Westkamms zum Gipfel. Eine weitere Anstiegsmöglichkeit bietet sich aus dem nördlich gelegenen Virgental. Hier führt der Weg beispielsweise von der Wetterkreuzhütte bis kurz unter den Oberstsattel und danach in südwestlicher Richtung in den Melsattel, von wo aus die Melspitze in kurzem Anstieg über den Ostkamm erreichbar ist.